# Isolda Dychauk
Isolda Dychauk (russisch Изольда Дюшаук (Дьячук) / Isolda Djuschauk (Djatschuk); * 4. Februar 1993 in Surgut, Autonomer Kreis der Chanten und Mansen, Russland) ist eine deutsche Schauspielerin russischer Herkunft.

## Karriere
Isolda Dychauk wurde 1993 in Surgut (Westsibirien) geboren. Ihre Mutter war Klavierlehrerin an einer staatlichen Musikschule, den Vater lernte sie nie kennen. Im Alter von vier Jahren bekam sie Ballettunterricht. 2002 zog die Neunjährige mit ihrer Mutter nach Berlin. Neben ihrer Muttersprache Russisch erlernte sie die deutsche Sprache akzentfrei. Ein Jahr später wurde sie an der Berliner Schauspielschule Next Generation aufgenommen. Ihr Kameradebüt gab sie 2004 mit dem Kurzfilm Gimmy your shoes unter der Regie von Anika Wangard, der Ende Oktober 2009 auf der Viennale in der Rubrik Ausgewählte Arbeiten der Deutschen Film- und Fernsehakademie Berlin gezeigt wurde. Aufgrund zunehmender Schauspielanfragen gab sie das klassische Ballett auf.
Weitere Erfahrungen sammelte Dychauk 2007 im Familiendrama Das Geheimnis meiner Schwester als Halbwaise Lisa an der Seite von Marianne Sägebrecht. Im selben Jahr übernahm sie die Rolle der Paula im Fernsehfilm Nichts ist vergessen. Ihre dortige Filmpartnerin Noemi Slawinski traf sie bei den Dreharbeiten zum ZDF-Mehrteiler Unsere Farm in Irland mit Daniel Morgenroth und Eva Habermann wieder. In den Folgejahren wirkte sie in mehreren Fernsehserien mit, darunter Polizeiruf 110, Tatort und Der Alte.
2008 hatte Dychauk ihre erste Kinorolle als Bianca in Nana Neuls Jugenddrama Mein Freund aus Faro, der 2008 mit dem Max-Ophüls-Preis für das Beste Drehbuch ausgezeichnet wurde. 2010 spielte sie das Gretchen im Kinofilm Faust unter der Regie von Alexander Sokurow. Im September 2011 erhielt die Verfilmung der gleichnamigen Tragödie von Johann Wolfgang von Goethe den Goldenen Löwen bei den Filmfestspielen von Venedig. Der Film feierte im Januar 2012 in Deutschland Premiere.
Von Oktober 2010 bis Mai 2011 fanden in den Prager Filmstudios Barrandov die Dreharbeiten zu einer europäischen Produktion über die italienische Adelsfamilie Borgia statt. In der zwölfteiligen Serie verkörperte Dychauk die Rolle der Lucrezia, deren Vater Rodrigo Borgia – späterer Papst Alexander VI. – vom US-amerikanischen Schauspieler John Doman dargestellt wurde. Im deutschsprachigen Raum wurde die Fernsehserie in der zweiten Oktoberhälfte 2011 als Sechsteiler im Spätabendprogramm des ORF und im ZDF zur Hauptsendezeit ausgestrahlt. Die 2012 gedrehte zweite von insgesamt drei Staffeln wurde vom 30. September 2013 bis 13. Oktober 2013 im ZDF gezeigt.
In dem Märchenfilm Von einem, der auszog, das Fürchten zu lernen (2014) verkörperte Dychauk die Prinzessin Elisabeth. Für diese Rolle erhielt sie 2015 einen Goldenen Spatzen als beste Darstellerin. Im August 2017 war Dychauk bei den Salzburger Festspielen in einer Inszenierung von Athina Rachel Tsangari als Lulu zu sehen.
Seit dem 29. Dezember 2017 ist Dychauk mit dem US-amerikanischen Regisseur und Drehbuchautor Mike Ott verheiratet. Sie lebt in Los Angeles und Berlin.

## Filmografie (Auswahl)
- 2004: Gimmy your shoes
- 2007: Das Geheimnis meiner Schwester (Fernsehfilm)
- 2007: Polizeiruf 110 (Fernsehreihe, Folge Gefährliches Vertrauen)
- 2007–2010: Unsere Farm in Irland (Fernsehserie, fünf Folgen)
- 2008: Mein Freund aus Faro
- 2008: Tatort (Fernsehreihe, Folge Borowski und das Mädchen im Moor)
- 2008: Alles was recht ist (Fernsehfilm)
- 2008: Späte Rache – Eine Familie wehrt sich (Fernsehfilm)
- 2008–2012: Der Alte (Fernsehserie, 3 Folgen)
- 2008: Stille Post (Fernsehfilm)
- 2009: 30 Tage Angst (Fernsehfilm)
- 2009: Krimi.de (Fernsehserie, Folge 6x05 Filmriss)
- 2010: Tatort (Folge Kaltes Herz)
- 2011: Polizeiruf 110 (Folge Leiser Zorn)
- 2011: Großstadtrevier (Fernsehserie, Folge 24x15 Große Erwartungen)
- 2011: Faust
- 2011–2014: Borgia (Fernsehserie)
- 2012: Danni Lowinski (Fernsehserie, Folge 3x11 Babystorno)
- 2012: Ein Jahr nach morgen (Fernsehfilm)
- 2012: Flemming (Fernsehserie, Folge 3x02 Das Spiel der Füchse)
- 2014: Von einem, der auszog, das Fürchten zu lernen (Fernsehfilm)
- 2015: SOKO Köln (Fernsehserie, Folge Partitur eines Todes)
- 2015: SOKO Leipzig (Fernsehserie, Folge Doppelmord)
- 2015: Die 7. Stunde
- 2016: Boris sans Béatrice
- 2016: Ein starkes Team (Fernsehreihe, Folge Tödliche Botschaft)
- 2016: Lotte Jäger und das tote Mädchen (Fernsehfilm)
- 2016: Cape Town (Fernsehserie)
- 2017: Die Spezialisten – Im Namen der Opfer (Fernsehserie, Folge Sommermärchen)
- 2017: Honigfrauen (Fernseh-Dreiteiler, Folge Hochzeit im Paradies)
- 2017: Die Chefin (Fernsehserie, Folge Zieh dich aus)
- 2018: Berlin Station (Fernsehserie)
- 2019: SOKO Stuttgart (Fernsehserie, Folge Das zweite Gesicht)
- 2020: The Book of Vision
- 2024: McVeigh